# I. Baldvin belga király
Baldvin (franciául: Baudouin, hollandul: Boudewijn, németül: Balduin) Albert Charles Léopold Axel Marie Gustave (1930. szeptember 7. – 1993. július 31.) belga király, Belgium ötödik uralkodója. 1951 és 1993 között uralkodott.

## Élete

### Gyermekkora
III. Lipót belga király és Astrid svéd hercegnő második gyermeke és első fia. Születésekor a Hainaut grófja címet kapta, míg apja, a belga trón örököseként Brabant hercege volt. Amikor apja 1934-ben elfoglalta a belga trónt, Baldvin kapta meg a brabanti hercegi címet. Testvérei a későbbi II. Albert belga király, Baldvin utóda (1934–), illetve Joséphine-Charlotte luxemburgi nagyhercegné (1927–2005).
Gyermekkorát súlyosan beárnyékolta, hogy  ötéves  korában anyja autóbalesetben meghalt. A második világháború alatt a királyi család Brüsszelben, német felügyelet alatt élt, majd a szövetségesek normandiai partraszállása után, 1944-ben előbb Németországba, majd Ausztriába hurcolták a családot. Amerikai katonák szabadították ki őket a nácik fogságából 1945. május 7-én.
Mivel a háború után Belgiumban a németekkel való kollaborálással vádolták meg III. Lipótot, és ellenzői megakadályozták visszatérését, a királyi család Svájcban telepedett le, egészen 1950. júniusáig. Baldvin itt járt iskolába.
1950 májusában Belgiumban népszavazást tartottak a király, III. Lipót visszatéréséről, amely egészében ugyan a király számára kedvező eredményt hozott, azonban az ország két régiója között nagy megosztottság mutatkozott: Vallónia a király mellett állt ki, Flandria viszont elutasította visszatérését. A Lipót támogatói és ellenzői közötti feszültségek kiéleződése miatt és az erőszak megelőzése érdekében a király bejelentette lemondását, és Baldvint nevezte ki az ország régensének augusztus 11-én. Lipót 1951. július 16-án lemondott a trónról, és Baldvin alig 21 évesen belga király lett. Az alkotmányos esküt július 17-én tette le.

### Uralkodása
Baldvin uralkodása, annak köszönhetően, hogy fiatalon került a trónra, a leghosszabb volt a független Belgium történelmében. Uralkodása alatt mélyreható változásokon ment keresztül az ország: az alkotmány többszöri módosításával Belgium szövetségi állam lett. Baldvin mindig is az ország egysége mellett állt ki, de nem tudta megakadályozni és lecsitítani a két nagy kulturális és nyelvi közösség, a flamandok és a vallonok közötti vitákat. A folyamat végén Belgium három régióra és három nyelvi-kulturális közösségre oszlott fel.
1955-ben a király meglátogatta a kongói belga gyarmatot, a látogatás során a gyarmat minden régióját meglátogatta, és a helyi lakosság melegen üdvözölte a királyt.
1958-ban Belgium rendezte meg a világkiállítást (amely esemény jelképe az Atomium).
1959-ben a belga kormány megadta a függetlenséget Belgium afrikai gyarmatának. 1960. június 30-án Baldvin részt vett a függetlenségi ceremónián Leopoldville-ben. Később, a kongói parlamentben beszédet mondott, amelyben méltatta Belgium gyarmatosítási tevékenységét és az ország belga segítséggel végbement fejlődését – a beszédet a kongói képviselők állva ünnepelték.
Bár a belga alkotmány értelmében a király nem nyilatkozhat a kormány engedélye és beleegyezése nélkül, Baldvin hosszú uralkodása alatt jelentős befolyást gyakorolt az egymást követő kormányokra. Uralkodása alatt és támogatásával került sor 1951-ben az Európai Szén- és Acélközösség, 1957-ben az Európai Gazdasági Közösség, valamint 1992-ben az Európai Közösségek – Európai Unió megalapítására.
Baldvin uralkodása alatt került sor az egyházi (katolikus) és az állami iskolák támogatói közötti összecsapásokra, az ún. iskolaháborúra (1950–1959).
1990-ben a király – mélyen vallásos ember lévén – megtagadta, hogy aláírja az abortusz legalizálását engedélyező törvényt. A király személyes kérésére és a belga alkotmány 93. paragrafusa értelmében a minisztertanács a királyt „uralkodásra alkalmatlannak” találta, és 1990. április 3-án mégis életbe léptette a törvényt.  Két nappal később, április 5-én a szövetségi parlament mindkét háza visszaállította a király hatáskörét, amit a mai napig sok belga alkotmányellenes manipulációnak tart, hogy  megnyugtassák a király lelkiismeretét
Uralkodása során Baldvin számos alkalommal kiállt az idegengyűlölet és a rasszizmus ellen, és kihallgatásain egyszer sem fogadta a belga szélsőjobb képviselőit. Élete vége felé jelentősen támogatta az embercsempészet elleni küzdelmet – temetésén egy volt kényszer-prostituált mondott beszédet, megköszönve a király hozzájárulását szabadulásában.

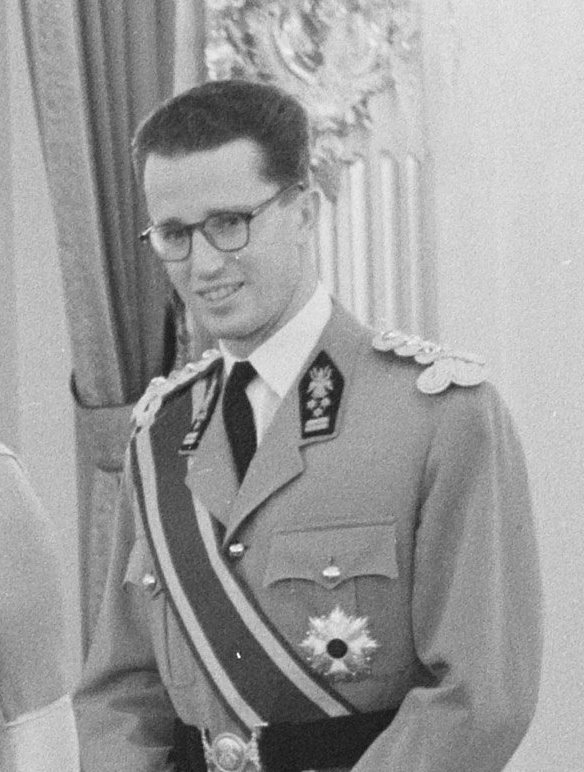
I. Baldvin 1960-ban a belga fegyveres erők főparancsnoki egyenruhájában.

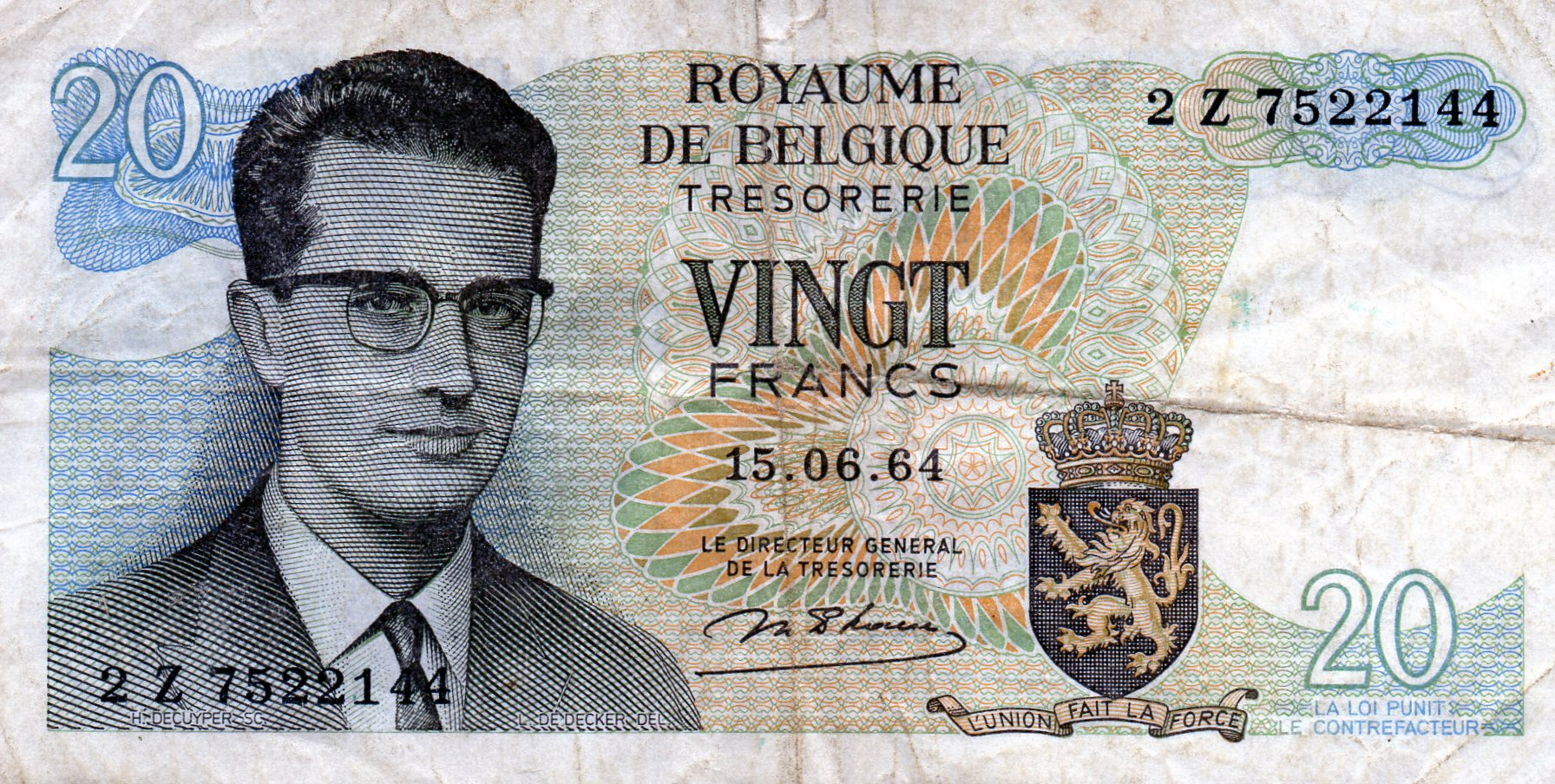
Belga 1964-es sorozatú 20 frankos államjegy Baldvin király portréjával.
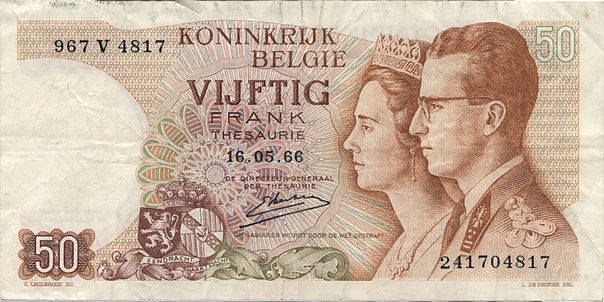
Belga 1966-os sorozatú 50 frankos államjegy Baldvin király és Fabiola királyné portréjával
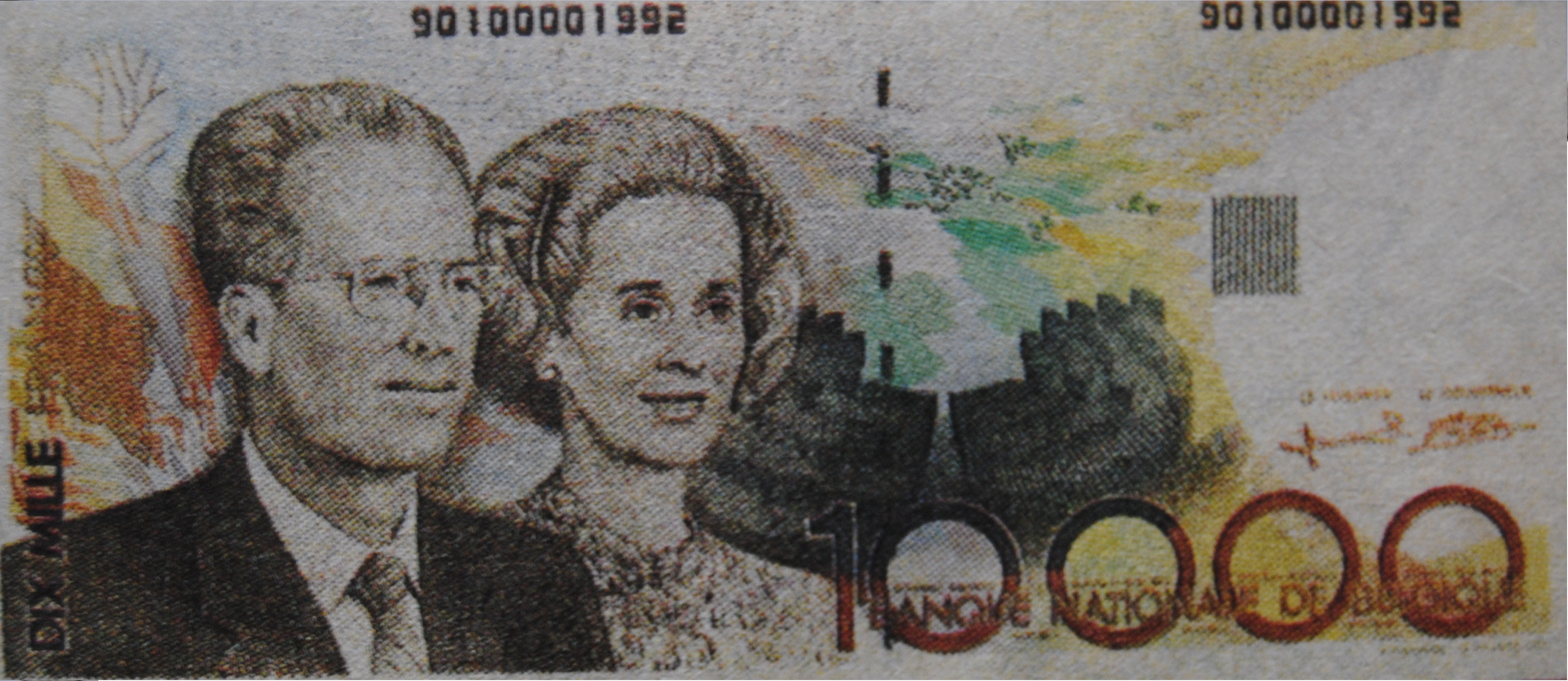
Belga 1992-es sorozatú 10 000 frankos bankjegy Baldvin király és Fabiola királyné portréjával.

### A Baldvin-alapítvány
1976-ban a trónra lépésének 25. évfordulóját ünneplő Baldvin bejelentette, hogy alapítványt hoz létre a lakosság életkörülményeinek javítása érdekében. A Baldvin-alapítványt a király és a belga polgárok alapítványaival hozták létre. Az alapítvány célja, hogy a lakosság életkörülményeit javítsa, az igazságos, demokratikus és toleráns társadalom kiépítését segítse. Az alapítvány saját projektjein és független szervezetek támogatásán keresztül évente mintegy 40 millió euro támogatást használ fel.
Minden második évben az alapítvány kiosztja a Baldvin Király Nemzetközi Fejlesztési Díjat ("Prix international Roi-Baudouin pour le Développement"), amelyet a fejlődő országok támogatásában, a fejlett országok és a harmadik világ közötti szolidaritás megteremtésében élen járó projektek, szervezetek kaphatnak. 2006–2007-ben az ír "Front Line" alapítvány kapta, amely az emberi jogok védelméért küzd.
Az alapítvány saját pénzeszközein felül felügyeli más, a királyi család tagja által alapított szervezetek működését, többek között a Fabiola Királyné Alapot, valamint az Albert és Fülöp hercegekről és Matilda hercegnőről elnevezett alapokat, illetve a Child Focus gyermekmentő alapítványt.

I. Baldvin király uralkodói névjele.

### Halála
1993. július 31-én Baldvin a spanyolországi üdülőhelyen, Motril városában, a Villa Astridában szívelégtelenségben meghalt. Halála váratlan volt és nemzeti gyász követte Belgiumban. Temetésén számos külföldi kormányfő és uralkodó megjelent, közöttük Akihito japán császár, François Mitterrand francia elnök és II. Erzsébet brit királynő. Utóbbi megjelenése azért is meglepő, mert a hagyományok szerint a brit uralkodók csak közeli családtagok és brit kormányfők temetésén szoktak megjelenni. Fabiola királyné a temetésen, Baldvin kérésére, fehér ruhában jelent meg.
A temetés után, melyen több mint 500 000 belga tette tiszteletét, a királyt a laekeni Miasszonyunk-templom temetőjében helyezték végső nyugalomra.
Mivel Baldvinnak és Fabiolának nem született gyermeke, az alkotmány értelmében öccse, Albert lett a következő király augusztus 9-én.

## Családja
1960. december 15-én vette feleségül a spanyol származású Dona Fabiola de Mora y Aragon grófnőt. A házasságot, amelyre a brüsszeli Szent Mihály és Szent Gudula-székesegyházban került sor, a belga televízió élő adásban közvetítette, első ízben Belgium történelmében.
A házasságból nem született gyermek, ezért Baldvin unokaöccsét, Fülöp herceget olyan képzésben részesítették, ami felkészítette őt a trónöröklésre. Baldvint halála után az alkotmány szabályai szerint öccse, Fülöp apja, Albert herceg követte a trónon.

## Fordítás
- Ez a szócikk részben vagy egészben  a   Baudouin de Belgique című francia Wikipédia-szócikk ezen változatának fordításán alapul.  Az eredeti cikk szerkesztőit annak laptörténete sorolja fel. Ez a jelzés csupán a megfogalmazás eredetét és a szerzői jogokat jelzi, nem szolgál a cikkben szereplő információk forrásmegjelöléseként.

## Külső hivatkozások
- A belga monarchia hivatalon honlapja